# Sin noticias de Dios
Sin noticias de Dios (dt.: „Ohne Nachricht von Gott“) ist eine spanische, international koproduzierte Filmkomödie von Agustín Díaz Yanes aus dem Jahr 2001.

## Handlung
Engel Lola ist eine Nachtclubsängerin im Himmel. Ihre Chefin Marina D’Angelo schickt sie auf die Erde, um die Seele des Boxers Manny für den Himmel zu sichern. Denn die „Geschäfte“ laufen schlecht: Immer mehr Seelen landen in der Hölle. Boxer Manny hat eine schwere Kopfverletzung davongetragen, die ihm bei jedem weiteren Kampf das Leben kosten kann. Der Leiter der Hölle, Jack Davenport, ist ebenfalls hinter Mannys Seele her und schickt deshalb Carmen, eine Kellnerin der Hölle, zu ihm.
Auf der Erde nimmt Lola die Form von Mannys ehemaliger Geliebten an und drängt ihn, mit seiner Mutter ins Reine zu kommen. Carmen versucht, ihn als dessen angebliche Cousine zu überzeugen, in den Ring zurückzukehren, der ihm den Tod bringen würde, bevor er sich in einen besseren Menschen verwandeln kann. Während Lola und Carmen um Mannys Seele kämpfen, müssen sie der Tarnung halber in einem Supermarkt arbeiten und lernen auf diese Weise die alltäglichen Probleme der Erde kennen. Manny hat indes finanzielle Sorgen, schuldet er doch dem korrupten Polizeichef eine höhere Geldsumme. 
Als Davenport durch eine Rebellion in der Hölle um seine Position fürchten muss, versucht er, einen Handel zwischen Himmel und Hölle mit Marina abzuschließen. Ohne Hölle existiert kein Himmel und umgekehrt, so seine Devise. Die Menschen sollen eine Wahl haben. Deshalb will er Mannys Seele dem Himmel überlassen, auch wenn es gegen die „Spielregeln“ verstößt. Marina lässt sich auf den Handel ein, sodass Lola und Carmen nun gemeinsam versuchen, Mannys Seele zu retten.
Um dessen Schulden zu begleichen, rauben sie den Supermarkt aus. Als sie bei Manny eintreffen, wartet bereits der Polizeichef mit seinen Gefolgsleuten auf sie. Als klar wird, dass die Beamten beide Frauen umbringen wollen, sorgt Manny dafür, dass Lola und Carmen mit dem Geld entkommen können. Von den Polizisten wird er anschließend totgeschlagen. Vor Gericht von Himmel und Hölle wird nun über den Verbleib von Mannys Seele befunden. Obwohl er einiges auf dem Kerbholz hat, kommt ihm zugute, dass er sich für Lola und Carmen geopfert hat. Seine Seele darf in den Himmel. Lola und Carmen werden unterdessen festgenommen und müssen für drei Jahre ins Gefängnis. Danach wollen sie sich wiedersehen, denn Carmen wird durch ihre gute Tat ein Mann werden, wie sie es vor ihrem Tod war. Die Hölle hatte sie einst bestraft, indem sie in das Gegenteil von dem verwandelt wurde, was sie vorher war.

## Hintergrund
Regisseur und Drehbuchautor Agustín Díaz Yanes schrieb das Skript speziell für die beiden Hauptdarstellerinnen Victoria Abril und Penélope Cruz. Das Zwischenspiel von Himmel und Hölle erwies sich dabei als das zentrale Thema. Der Himmel, gefilmt in Schwarzweiß, wird als Paris der 1950er Jahre dargestellt, wo jeder Französisch spricht und elegant gekleidet ist, während die Hölle einem Gefängnis entspricht, wo nur Englisch gesprochen wird. Die Geschehnisse auf der Erde spielen sich dagegen in Spanien ab. Am Ende des Films hat Schauspieler Javier Bardem, der spätere Ehemann von Penélope Cruz, einen Cameo-Auftritt als ihr männliches Alter Ego.
Der Film feierte am 18. November 2001 in Spanien seine Premiere, wo er in der Folge in elf Kategorien für den Goya nominiert wurde, letztlich jedoch leer ausging.

## Kritiken
Für Jonathan Holland von Variety war der Film eine „ungewöhnliche und einfallsreiche Komödie, die viel verspricht, jedoch letztlich ins Konventionelle abdriftet“. Obwohl der Film mit „reizvollen Szenen, amüsanten Ideen, erstklassigen Produktionswerten und einem bemerkenswerten Sinn für Stil“ aufwarten könne, bekomme man letztlich den Eindruck, „dass das übermäßig kunstvolle Skript außer Kontrolle geraten ist“.
Dave Kehr von der New York Times bezeichnete den Film als „unkoordinierte, zu komplizierte, schmerzhaft zweitklassige Fantasiekomödie“. Victoria Abril, die „die schlechtere Rolle“ abbekommen habe, sei mit zwei Musicaleinlagen als Ausgleich bedacht worden, „bei denen sie eine recht effektive Imitation von Rita Hayworth in Gilda vollführt“. Penélope Cruz sei dagegen noch immer „eine auffallend schöne Frau, die sich vor der Kamera nicht zu bewegen versteht“. Es gebe da „etwas in ihrem gebeugten Gang, das stark an Popeye den Seemann erinnert“.

## Auszeichnungen
Goya

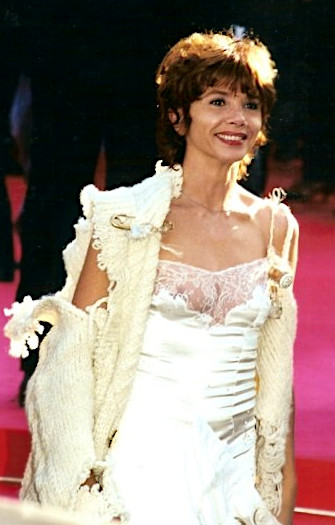
Für den Goya nominiert: Victoria Abril (2000)

- Nominierung in der Kategorie Bester Film
- Nominierung in der Kategorie Beste Regie (Agustín Díaz Yanes)
- Nominierung in der Kategorie Beste Hauptdarstellerin (Victoria Abril)
- Nominierung in der Kategorie Bester Nebendarsteller (Gael García Bernal)
- Nominierung in der Kategorie Bestes Originaldrehbuch (Agustín Díaz Yanes)
- Nominierung in der Kategorie Bester Schnitt (José Salcedo)
- Nominierung in der Kategorie Beste Produktionsleitung (Angélica Huete)
- Nominierung in der Kategorie Bestes Szenenbild (Javier Fernández)
- Nominierung in der Kategorie Beste Filmmusik (Bernardo Bonezzi)
- Nominierung in der Kategorie Bester Ton
- Nominierung in der Kategorie Beste Maske

Círculo de Escritores Cinematográficos
- Beste Filmmusik (Bernardo Bonezzi)
- Nominierung in der Kategorie Beste Regie (Agustín Díaz Yanes)
- Nominierung in der Kategorie Beste Kamera (Paco Femenia)
- Nominierung in der Kategorie Bester Nebendarsteller (Gael García Bernal)

Europäischer Filmpreis
- Nominierung für den Publikumspreis – Beste Darstellerin (Victoria Abril)

Fotogramas de Plata
- Nominierung in der Kategorie Beste Darstellerin (Victoria Abril)